# Miles (Album)
Miles (Alternativtitel The New Miles Davis Quintet) ist ein Jazzalbum von Miles Davis. Die am 16. November 1955 in den Rudy Van Gelder Studios, Hackensack, New Jersey entstandenen Aufnahmen erschienen im April 1956 auf Prestige Records.

## Hintergrund
Obwohl Miles Davis bereits 1949/50 seine klassischen Birth of the Cool-Stücke und einige Titel für Blue Note Records aufgenommen hatte, war der Trompeter noch kein bekannter Name in der amerikanischen Jazzszene, als er im Juli 1955 die Bühne des Newport Jazz Festival betrat, notierte C. Andrew Hovan. Der Produzent George Avakian hörte Davis auf dem Festival und nahm ihn daraufhin bei Columbia Records unter Vertrag. Da aber sein Vertrag mit Prestige noch ein Jahr lief, war Davis gezwungen, die Angelegenheit bezüglich Columbia zurückzuhalten, bis er die Verpflichtungen aus seinem Vertrag bei Prestige erfüllt hatte. Das Album Miles, das drei Wochen nach seiner ersten Session für Columbia (’Round About Midnight) aufgenommen wurde, markierte das Debüt eines Ensembles, das mit der Aufnahme von 42 Stücken in zwei Marathon-Sessions im Mai und Oktober 1956 Geschichte schreiben sollte, so Hovan. Aus Vertragsgründen erschien zunächst die LP Miles mit John Coltrane, Red Garland, Paul Chambers und Philly Joe Jones.

## Titelliste
- The New Miles Davis Quintet: Miles (Prestige LP 7014)[2]

A1 Just Squeeze Me (Duke Ellington, Lee Gaines)

A2 There Is No Greater Love (Isham Jones)

A3 How Am I to Know? (Jack King)

B1 S’Posin (Paul Denniker)

B2 The Theme (Miles Davis)

B3 Stablemates (Benny Golson)

## Rezeption
Dem Miles-Davis-Biografen Peter Wießmüller zufolge stellte das Album den endgültigen Durchbruch zum Hardbop-Stil dar.
Rovi Staff verlieh dem Album in Allmusic dreieinhalb Sterne und schrieb, Coltranes unruhige, turbulente Linien zeigten, wie Davis endlich seinen perfekten Kontrast gefunden hatte, so wie die introspektive Lyrik des Trompeters Charlie Parkers harmonische Flüge ergänzt hatte. Auf „S’Posin'“ folge Coltrane Davis’ beschwingter, schwebendem Spiel mit der gedämpften Trompete, indem er mit unerbittlichen Synkopen genau den Takt einhalte. In den vom Vaudeville-beeinflussten Melodien von „The Theme“ antworte er auf Davis‘ verspielte Melodien, indem er mit der schreienden Intensität eines Bluesgitarristen umherhusche.
Nach Ansicht von C. Andrew Hovan, der das Album in All About Jazz rezensierte, werde das Album oft übersehen. Dabei würden Red Garlands charakteristische Blockakkorde das Eröffnungsstück „No Greater Love“ einläuten, kurz bevor Davis’ gedämpfte Trompete im Mittelpunkt stehe. Die andere sanfte Nummer sei eine wunderschöne Interpretation von „Just Squeeze Me“. Dazwischen lägen Up-tempo-Stücke wie „How Am I to Know“ und „S’posin“. Alles zusammen ergebe ein herausragendes Album, das einer breiteren Anerkennung würdig sei.